# Нотт (округ)
Нотт (англ. Knott County) — округ в штате Кентукки, США. Столица — Хайндмен. Согласно переписи 2020 года в округе проживало 14 251 человек. Площадь — 910 км². Округ был создан в 1884 году. В округе всего 3 города: Хайндмен, Пиппа-Пассес и Викко.

## Географическое положение
Площадь округа 912 км² (43-й по площади в штате Кентукки). Граничит с округами Флойд, Летчер, Магоффин, Бретитт, Пайк и Перри.

## История
Первые европейские поселенцы заселили территорию округа около 1786 года, однако до 1880-х эти земли оставались достаточно изолированными и малонаселёнными. Округ Нотт был создан 118-м в штате Кентукки. Он был образован из частей территорий округов Летчер, Перри, Флойд и Бретитт в 1884 году и назван в честь губернатора Кентукки Джеймса Проктора Нотта. В Нотте находятся большие залежи угля, который начали добывать в начале XX века. Первая железная дорога была проведена в Нотт только в 1960-е.

## Население
| Год переписи | Нас.  |  | %±     |
| ------------ | ----- |  | ------ |
| 1890         | 5438  |  | —      |
| 1900         | 8704  |  | 60,1%  |
| 1910         | 10791 |  | 24%    |
| 1920         | 11655 |  | 8%     |
| 1930         | 15230 |  | 30,7%  |
| 1940         | 20007 |  | 31,4%  |
| 1950         | 20320 |  | 1,6%   |
| 1960         | 17362 |  | −14,6% |
| 1970         | 14698 |  | −15,3% |
| 1980         | 17940 |  | 22,1%  |
| 1990         | 17906 |  | −0,2%  |
| 2000         | 17649 |  | −1,4%  |
| 2010         | 16346 |  | −7,4%  |
| 2020         | 14251 |  | −12,8% |

В 2019 году на территории округа проживало 14 806 человек, насчитывалось 6388 домашних хозяйства. Население округа по возрастному диапазону распределилось следующим образом: 20,1 % — жители младше 18 лет, 62,3 % — от 18 до 65 лет и 17,6 % — в возрасте 65 лет и старше. Медианный возраст населения — 43,2 года. Высшее образование имели 14,9 %. В округе 7,4 % имели немецкое происхождение, 9,3 % — английское, 10,3 % — ирландское, 2,6 % — шотландское.
Из 6388 домашних хозяйств 50,8 % представляли собой совместно проживающие супружеские пары, в 25,9 % женщины проживали без мужей, в 18,5 % домохозяйств мужчины проживали без женщин.
В 2019 году медианный доход на семью оценивался в 40 060 $, на домашнее хозяйство — в 31 198 $. 31,2 % от всей численности населения находилось на момент переписи за чертой бедности. Высшее образование имели 14,9 % жителей округа.